# Instrumentvariabel
Instrumentvariabler används inom statistik för att uppskatta orsakssamband, när det inte är möjligt att göra kontrollerade experiment. Metoden används för att undvika de systematiska fel som uppkommer i vanlig regressionsanalys när de oberoende variablerna är korrelerade med slumpfelet. Instrumentvariabler, som är korrelerade med den oberoende variabeln men inte med slumpfelet, används för att isolera den variation i oberoende variabeln som inte är korrelerad med slumpfelet. Detta innebär att den oberoende variabelns kausala effekt kan estimeras.